# غلشن (ليجاركي حسن رود)
غلشن (بالفارسية: گلشن) هي قرية تقع في إيران في البلدة المركزية. يقدر عدد سكانها بـ 838 نسمة .